# Yoko-Guruma

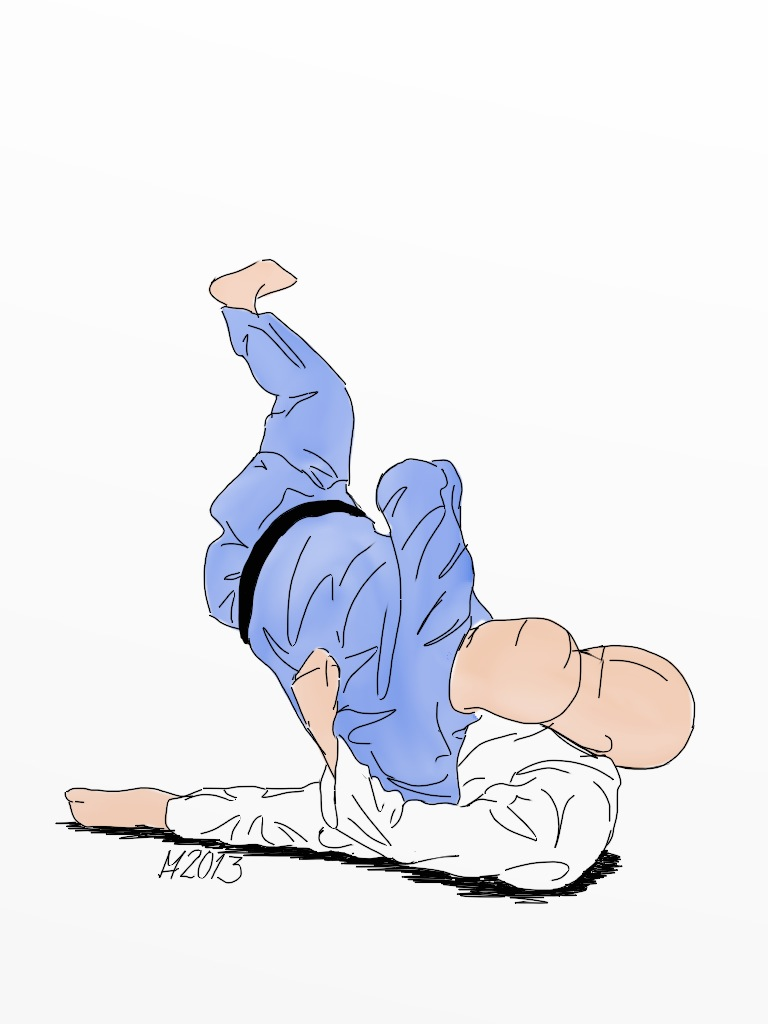
Yoko-Guruma

Yoko-Guruma (roue latérale, en japonais : 横車) est une technique de projection du judo. Yoko-Guruma est le 4e mouvement du 5e groupe du gokyo. Yoko-Guruma est un mouvement du Nage-no-kata.